# Carl Gustaf Soop
Carl Gustaf Soop af Limingo, född 10 april 1659 i Helsingör, död 4 november 1711 i Stockholm, var en svensk friherre, kammarherre och landshövding.

## Biografi
Carl Gustaf Soop af Limingo föddes 1659 på Helsingörs slott. Han var son till Gustaf Soop af Limingo och Margareta Horn af Marienborg. Soop blev 21 september 1674 student vid Uppsala universitet och senare kammarherre hos drottning Hedvig Eleonora. Han utsågs till landshövding i Skaraborgs län 12 augusti 1707 och innehade den posten till sin död. Soop avled 1711 i Stockholm och begravdes tillsammans med sin hustru i Askersunds landskyrka.

### Egendom
Soop var ägare till Mälsåker, Finnåker, Hjelmsäter och Stjärnsund slott.

### Familj
Soop gifte sig 11 augusti 1700 i Stockholm med grevinnan Eleonora Elisabet Oxenstierna af Croneborg (1674-1736), dotter till guvernören Gabriel Oxenstierna af Croneborg och grevinnan Christina Oxenstierna af Södermöre. De fick tillsammans barnen Carl Fredrik Soop, Hedvig Ulrika Christina Soop (1703–1776) som var gift med generalmajoren Carl August Dohna, Eleonora Soop och Christian Soop. Efter Soops död gifte Eleonora Elisabet Oxenstierna om sig med presidenten Fredrik Christoffer Dohna.